# محافظة جدة
محافظة جدة واحدة من محافظات المملكة العربية السعودية، وتُشكِّل مع ستة عشر محافظةً مجاورةً في منطقة مكة المكرمة. تبعد المحافظة 949 كم عن عاصمة المملكة الرياض، وتبعد 79 كم عن مدينة مكة المكرمة عاصمة المنطقة، وتبعد 420 كم عن مدينة المدينة المنورة. وأكبر محافظة في منطقة مكة المكرمة.

## الحكومة
تتولى محافظة جدة إدارة المدينة، ويتبع المحافظة بالإضافة إلى مدينة جدة مركز ثول، والمحافظ الحالي هو الأمير سعود بن عبد الله بن جلوي وتتبع المحافظة إدارياً منطقة مكة المكرمة. أما أمين محافظة جدة فهو صالح بن علي التركي.

## التقسيم الإداري
تقسم محافظة جدة إلى 14 بلدية وهذه البلديات تقسم بدورها إلى عدة حارات وأحياء وهي:
1. بلدية ثول الفرعية وأصبحت تابعة للمحافظة منذ سنة 1407 للهجرة، وتنقسم إلى:[3]
  1. حارة الكنادرة.
  2. حارة البحارة.
  3. حارة الصوالحة.
  4. حارة الأمير.
  5. الحارة الجنوبية.
  6. حارة أبو زيد.
  7. حارة الشروق.
  8. حارة الزنابقة.
  9. حارة السراحين.
2. بلدية طيبة الفرعية وأصبحت مسؤوليتها في نطاق محافظة جدة منذ سنة 1426 للهجرة، وتنقسم إلى:[4]
  1. حي الفروسية.
  2. حي البشائر.
  3. حي الرحمانية.
  4. حي الفلاح.
  5. الحمدانية.
  6. الصالحية.

1. بلدية ذهبان الفرعية، وتنقسم إلى:[5]
  1. حي خليج سلمان.
  2. حي أبحر الشمالية.
  3. حي الصواري.
  4. حي طيبة، ويعرف باسم حي الرحيلي أيضاً.
  5. حي الزمرد.
  6. حي الياقوت.
  7. منح مخطط الرياض.
  8. حي اللؤلؤ.
  9. حي الفردوس.
  10. حي الشراع.
  11. حي الأمواج.

1. بلدية بريمان الفرعية وأنشئت في سنة 1413 للهجرة، وتنقسم إلى:[6]
  1. الأجواد.
  2. المنار.
  3. السامر.
  4. المنتزه.
  5. الريان.
  6. الكوثر.
  7. أم حبلين.

1. بلدية أبحر الفرعية، وأنشئت في سنة 1402 للهجرة، وتنقسم إلى:[7]
  1. النعيم.
  2. النهضة.
  3. المحمدية.
  4. الشاطيء.
  5. البساتين.
  6. المرجان.
  7. الأصالة.
  8. أبحر الجنوبية.
2. بلدية المطار الفرعية، وتنقسم إلى:[8]
  1. حي النزهة.
  2. حي المروة.
  3. حي الربوة.
  4. حي الصفا.
  5. حي البوادي.
  6. حي الفيصلية.
3. بلدية جدة الجديدة الفرعية، وتنقسم إلى:[9]
  1. الروضة.
  2. السلامة.
  3. الزهرة.
  4. الخالدية.
  5. الشاطيء.
4. بلدية أم السلم الفرعية، وتنقسم إلى:[10]
  1. المحاميد.
  2. الحرازات.
  3. الشروق.
  4. الواحة.
  5. منطقة قويزة.
  6. المنتزهات.
  7. النخيل.
  8. السليمانية الشرقية.
  9. حي أم السلم.

1. بلدية العزيزية الفرعية، وتأسست في سنة 1398 للهجرة، وفي سنة 1428 للهجرة دمجت مع بلدية الشرفية،[11] ولكنها انفصلت مجدداً في سنة 1433 للهجرة،[12] وتنقسم إلى:
  1. الأندلس.
  2. الحمراء.
  3. العزيزية.
  4. مشرفة.
  5. الرحاب.
2. بلدية الشرفية الفرعية، وتنقسم إلى:[13]
  1. حي النسيم.
  2. حي بني مالك.
  3. حي الورود.
  4. حي الشرفية.
  5. حي الرويس.
3. بلدية الجامعة الفرعية، وأنشئت في سنة 1398 للهجرة وفي سنة 1400 للهجرة انقسمت إلى بلديتين هما بلدية الجامعة وبلدية الثغر ولكن عادتا سوية في سنة 1408 للهجرة. في سنة 1428 للهجرة ضمت بلدية خزام السابقة مع بلدية الجامعة لتكون بلدية الجامعة الفرعية الحالية، وتنقسم إلى:[14]
  1. الروابي.
  2. الجامعة.
  3. السليمانية.
  4. الفيحاء.
  5. الثغر.
  6. النزلة اليمانية.
  7. النزلة الشرقية.
  8. القريات.
  9. الثعالبة.
  10. بترومين.
  11. غليل.
  12. مدائن الفهد.
4. بلدية البلد الفرعية، وتنقسم إلى:[15]
  1. حي الكندرة.
  2. حي البغدادية الشرقية.
  3. حي البغدادية الغربية.
  4. حي الهنداوية.
  5. حي السبيل.
  6. حي الصحيفة.
  7. حي العمارية.
  8. حي البلد.
5. بلدية جدة التاريخية، وتأسست البلدية في سنة 1431 للهجرة، والبلدية هي جدة القديمة، وتنقسم إلى:[16]
  1. حارة المظلوم.
  2. حارة الشام.
  3. حارة اليمن.
  4. حارة البحر.
6. بلدية الجنوب الفرعية، وتنقسم إلى:[17]
  1. الوزيرية.
  2. حي الأمير فواز الجنوبي.
  3. حي الأمير فواز الشمالي.
  4. حي الأمير عبد المجيد.
  5. حي العدل.
  6. حي الفضل.
  7. حي المحجر.
  8. الأجاويد.
  9. كيلو 14 جنوب طريق مكة القديم.
  10. الفاروق.
  11. الهدى
  12. السنابل
  13. مخطط الشفا.
  14. مخطط الواحة.
  15. التضامن.
  16. مخطط الجوهرة.
  17. حي السنابل.
  18. حي السرورية.
  19. حي السروات.
  20. حي القوزين.
  21. التعاون
  22. مخططات المنح بالخمرة.

## الجامعات والمراكز الأكاديمية
أشهر المراكز التعليمية في جدة:
- جامعة الملك عبد الله للعلوم والتقنية - ثول
- جامعة الملك عبد العزيز - الموقع الإلكتروني
- الجامعة العربية المفتوحة
- جامعة دار الحكمة
- جامعة عفت الأهلية -الموقع الإلكتروني
- كلية البترجي للطب
- كلية ابن سينا للعلوم الصحية
- كلية الدكتور سليمان فقيه للتمريض والعلوم الطبية
- جامعة الأعمال والتكنولوجيا CBA
- كلية الأمير سلطان لعلوم الطيران
- كلية جدة التقنية - الموقع الإلكتروني
- كلية جدة الخاصة
- كلية جدة العالمية
- كلية الاتصالات والإلكترونيات - الموقع الإلكتروني
- كلية الأعمال الخاصة
- كلية جدة لطب الأسنان
- معهد قوات الدفاع الجوي الملكي السعودي
- المعهد السعودي الألماني للتمريض
- معهد أوكسفورد
- معهد بيرلتز
- معهد دايركت إنقلش
- معهد نيوهورايزون
- معهد جدة الدولي للتدريب
- معهد العواصم للعلوم الصحية
- الأكاديمية الدولية للعلوم الصحية
- أكاديمية الفقه الإسلامي
- أكاديمية الملاحة الجوية
- معهد الصيد البحري للتدريب
- كلية الأمير سلطان للسياحة والإدارة
- كلية الغد الدولية للعلوم الصحية
- كلية العلوم والتكنولوجيا
- معهد الإدارة العامة
- المعهد الوطني للتقنية (NIT)
- جامعة مكة المكرمة المفتوحة
- جامعة جدة
- كلية الفارابي لطب الأسنان والتمريض